# チャンドニー・チョーク駅
チャンドニー・チョーク駅（チャンドニー・チョークえき、英語: Chandni Chowk、ヒンディー語: चाँदनीचौक、ウルドゥー語: چاندنیچوک、パンジャーブ語: ਚਾਂਦਨੀਚੌਂਕ）は、インドデリーにあるデリー・メトロイエローラインの駅である。
この駅は、チャンドニー・チョークの市場のエリアにあり、赤い城の付近である。また、インドの鉄道のオールドデリー駅（デリージャンクション鉄道駅）の徒歩圏内にある。